# Луговое (Васильковский район)
Луговое (укр. Лугове) — село,
Дебальцевский сельский совет,
Васильковский район,
Днепропетровская область,
Украина.
Код КОАТУУ — 1220784105. Население по переписи 2001 года составляло 44 человека.

## Географическое положение
Село Луговое находится в 1,5 км от левого берега реки Волчья,
в 0,5 км от села Охотничье.

## Происхождение названия
На территории Украины 24 населённых пункта с названием Луговое.